# Ассоциация футзала Казахстана
Ассоциация футзала Казахстана (АФК) — подразделение Федерации футбола Казахстана, отвечающее за организацию соревнований по мини-футболу (футзалу). Основана в 1996 году. В разные годы входила в состав Федерации Футбола Казахстана. 
С осени 2022 года возобновила свою деятельность как отдельная организация.

## Структура
- Президент — Тайтулеев Толеугали Мухамеджанович
- Вице-президент — Доскеев, Нуржан Булатулы

## Руководители
- 1996—1998 гг. — Хайдаров, Хаирболат Саламатович
- 1998—2001 гг. — Байшаков, Сеильда Икрамович
- 2003—2008 гг. — Ионкин, Анатолий Михайлович
- 2008—2009 гг. — Абраев, Олжас Шакенович
- 2009 г. — Жахин, Болат Нурланович
- 2009 — 2022 гг. — Ким, Лев Юрьевич
- 2022 - 2023 — Тайтулеев Толеугали Мухамеджанович[2][3]
- С июня 2023 года — Талгат Космухамбетов[4] [5]. Вице-президентом назначен известный журналист и спортивный менеджер Нурсултан Курманов[6].

## Соревнования
- Чемпионат мира по футзалу
- Чемпионат Европы по футзалу
- Чемпионат Казахстана по мини-футболу
- Первая лига чемпионата Казахстана по мини-футболу
- Кубок Казахстана по мини-футболу
- Суперкубок Казахстана по мини-футболу
- Чемпионат Казахстана среди юношеских команд
- Национальная студенческая лига

## Номинации
По окончании сезона комитет ассоциации мини-футбола по организации соревнований определяет лучших игроков в четырёх номинациях: лучший игрок, вратарь, защитник и нападающий.